# Osrednja knjižnica Celje
Osrednja knjižnica Celje je osrednja splošna knjižnica s sedežem na Muzejskemu trgu 1a v Celju.
Ima dislocirane enote: Knjižnica Dobrna, Knjižnica Šmartno v Rožni dolini, Knjižnica Štore in Knjižnica Vojnik.